# オーク・ヒル (ドック型揚陸艦)
| USS Oak Hill (LSD-51) |                                                                                 |
| 艦歴                  |                                                                                 |
| 発注                  | 1991年3月27日                                                                   |
| 起工                  | 1992年9月21日                                                                   |
| 進水                  | 1994年6月11日                                                                   |
| 就役                  | 1996年6月8日                                                                    |
| 母港                  | バージニア州リトルクリーク統合遠征基地                                          |
| 性能諸元              |                                                                                 |
| 排水量                | 軽荷排水量：11,314 t 満載排水量：16,386 t                                       |
| 全長                  | 610 ft (185.9 m)                                                                |
| 全幅                  | 84 ft (25.6 m)                                                                  |
| 吃水                  | 21 ft (6.4 m)                                                                   |
| 機関                  | コルト・インダストリーズ製 16気筒ディーゼルエンジン四基 2軸, 33,000shp (25MW)   |
| 最大速度              | 20+ ノット (37+ km/h)                                                           |
| 乗員                  | 士官22名、兵員397名                                                             |
| 上陸要員              | 402名、一時的に102名増員可能                                                    |
| 兵装                  | 25mm Mk-38機関砲二基 20mm ファランクスCIWS二基 RAMランチャー二基 12.7mm機銃六基 |
| 上陸艇                | LCAC二隻                                                                        |
| モットー:             | Nation's Protector                                                              |

オーク・ヒル(USS Oak Hill, LSD-51)は、アメリカ海軍のドック型揚陸艦。ハーパーズ・フェリー級ドック型揚陸艦の3番艦。艦名はバージニア州ロウドン郡にあるジェームズ・モンロー大統領の自宅に因み命名された。その名を持つ艦としては二隻目。

## 艦歴
オーク・ヒルは1992年9月21日にルイジアナ州ニューオーリンズのエイボンデール造船所で起工され、1994年6月11日に進水した。1996年6月8日に就役する。
2005年時点で、オーク・ヒルはカーティス・J・ギルバート艦長の指揮下、揚陸グループ2に所属する。

## 外部リンク

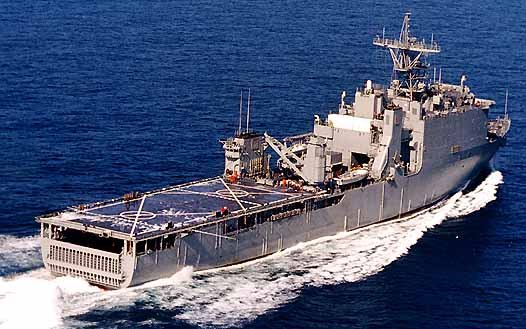
USS Oak Hill (LSD-51)